# Kapanga festiva
Kapanga festiva là một loài nhện trong họ Hahniidae.
Loài này thuộc chi Kapanga. Kapanga festiva được Raymond Robert Forster miêu tả năm 1970.